# Найденштайн
Найденштайн (нем. Neidenstein) — община в Германии, в земле Баден-Вюртемберг. 
Подчиняется административному округу Карлсруэ. Входит в состав района Рейн-Неккар.  Население составляет 1786 человек (на 31 декабря 2010 года). Занимает площадь 8,48 км².

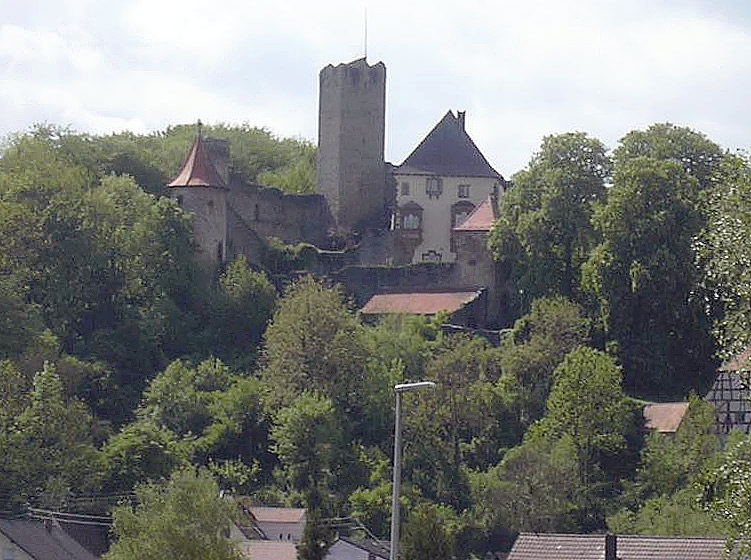
Найденштайн

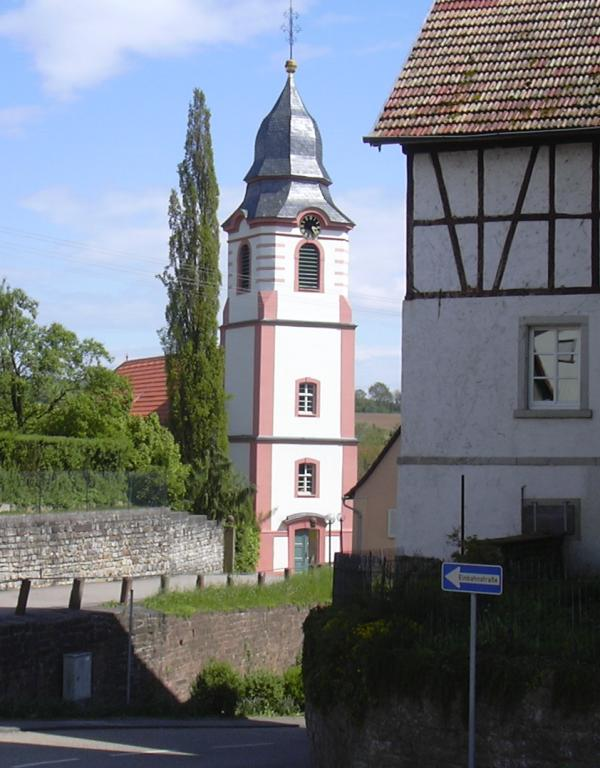
Найденштайн